# DaDa
DaDa es el decimoquinto álbum de estudio de Alice Cooper, publicado a finales de 1983.

## Detalles
El disco -de fuerte corte experimental- sería el último hasta su sobria reaparición en 1986 con el álbum Constrictor.
La temática de DaDa es ambigua, sin embargo los temas en curso sugieren la existencia de un personaje principal en cuestión, quien sufre de una enfermedad mental, lo cual se manifiesta a través de personalidades múltiples (esquizofrenia). 
El álbum alude al movimiento dadaísta de manera constante, ya desde el título y la portada, la cual está (completamente) basada en la pintura de Salvador Dalí "Mercado de esclavos (con aparición del busto invisible de Voltaire)", de 1940.
Cooper asegura no recordar ni las sesiones de grabación del disco, ni prácticamente nada respecto a aquella época de su vida.

## Lista de canciones
1. "DaDa" (Bob Ezrin) – 4:45
2. "Enough's Enough" (Cooper, Dick Wagner, Graham Shaw, Ezrin) – 4:19
3. "Former Lee Warmer" (Cooper, Wagner, Ezrin) – 4:07
4. "No Man's Land" (Cooper, Wagner, Ezrin) – 3:51
5. "Dyslexia" (Cooper, Wagner, Shaw, Ezrin) – 4:25
6. "Scarlet and Sheba" (Cooper, Wagner, Ezrin) – 5:18
7. "I Love America" (Alice Cooper, Dick Wagner, Graham Shaw, Bob Ezrin) – 3:50
8. "Fresh Blood" (Cooper, Wagner, Ezrin) – 5:54
9. "Pass the Gun Around" (Cooper, Wagner) – 5:46

## Créditos
- Alice Cooper – voz
- Dick Wagner – guitarra, bajo, coros
- Prakash John – bajo
- Richard Kolinka – batería